# Büyükkömürcü, Tire
Büyükkömürcü là một xã thuộc huyện Tire, tỉnh İzmir, Thổ Nhĩ Kỳ. Dân số thời điểm năm 2010 là 337 người.